# 4 U (мініальбом)
4 U — дебютний мініальбом австралійського співака Коді Сімпсона. Він вийшов 21 грудня 2010 року на лейблі Atlantic Records. В нього увійшли пісні переважно в жанрі поп та R&B.
Провідний сингл мініальбому «iYiYi» вийшов 1 червня 2010 року. Другий сингл, «All Day», вийшов 17 березня 2011 року.

## Видання
Сімпсон переїхав до Лос-Анджелеса в червні 2010 року, щоб записати свої пісні з лейблом Atlantic Records і його продюсером Шоном Кемпбеллом. 4 грудня 2010 було на офіційному сайті Сімпсона з'явилося повідомлення, що мініальбом 4 U вийде в iTunes 21 грудня 2010 року. До мініальбому загалом увійшло 5 треків, 4 з яких є раніше не видавалися.

## Тур
Коді Сімпсон вирушив у концертний тур на підтримку мініальбому 4 U, виступаючи в різних містах в Сполучених Штатів. Зокрема, Сімпсон брав участь в турі «Camplified 2010» в червні. Інші концерти проходили в середніх школах, які відбувалися з жовтня по листопад 2010 року і охопили 9 штатів США. З 9 квітня 2011 року по 18 травня 2011 року Сімпсон, разом з Грейсоном Ченсом, провели тур Waiting 4U Tour. Тур розпочався в Айвінсі, штат Юта і закінчився в Портленді, штат Орегон.

## Сингли
«iYiYi» став дебютним синглом Сімпсона, який вийшов для цифрової завантаження 1 червня 2010 року в iTunes. Сімпоса виконав сингл за участі американського репера Flo Rida. Музичне відео на сингл «iYiYi» було опубліковане 30 червня 2010 року. Пісня посіла 19 позицію в чарті Австралії і 29 позицію в чарті Новій Зеландії в 2011 році. Пісня також сягнула 33 позиції в бельгійському чарті в 2011 році.
«All Day» була видана як другий сингл 17 березня 2011 року. Кліп на пісню був знятий в січні 2011 року. Кліп був представлений 23 лютого 2011 року о 10 ранку за східним стандартним часом на AOL Music. Режисером музичного відео на пісню «All Day» став Девід Овеншейр. У кліпі з'являються Джессіка Джаррелл, Аарон Фреш, Жак Рае, Медісон Петтіс і сестра Коді Сімпсона, Еллі Сімпсон. Пісня сягнула 47 позицію в чарті Бельгії.

## Трек-лист
| #  | Назва                        | Автор                                                        | Продюсер     | Тривалість |
| -- | ---------------------------- | ------------------------------------------------------------ | ------------ | ---------- |
| 1. | «Round of Applause»          | Коді Сімпсон                                                 | Шон Кемпбелл | 3:31       |
| 2. | «iYiYi» (за участі Flo Rida) | Коді Сімпсон, Smee, Колбі Одоніс, Bei Maejor, Тремар Діллард | DJ Frank E   | 3:55       |
| 3. | «All Day»                    | Коді Сімпсон, Кріс Айворі, Едвін "Ліл Едді" Серанно          | Шон Кемпбелл | 3:07       |
| 4. | «Don't Cry Your Heart Out»   | Лукас Секон, Вейн Гектор, Maiman                             | Лукас Секон  | 3:49       |
| 5. | «iYiYi» (Акустична версія)   | Коді Сімпсон, Колбі Одоніс, Bei Maejor, Тремар Діллард       | DJ Frank E   | 3:14       |

## Чарти
| Чарт (2011) | Найвища позиція |
| ----------- | --------------- |
| US Heat     | 4               |